# Kanton Genas
Der Kanton Genas ist ein französischer Wahlkreis im Département Rhône in der Region Auvergne-Rhône-Alpes. Er umfasst acht Gemeinden im Arrondissement Lyon. Durch die landesweite Neuordnung der französischen Kantone wurde er 2015 neu geschaffen mit Genas als Hauptort (frz.: bureau centralisateur).

## Gemeinden
Der Kanton besteht aus acht Gemeinden mit insgesamt 42.457 Einwohnern (Stand: 2022) auf einer Gesamtfläche von 141,18 km²:
| Gemeinde                 | Einwohner 1. Januar 2022 | Fläche km² | Dichte Einw./km² | Code INSEE | Postleitzahl |
| ------------------------ | ------------------------ | ---------- | ---------------- | ---------- | ------------ |
| Colombier-Saugnieu       | 2.859                    | 27,62      | 104              | 69299      | 69124        |
| Genas                    | 13.446                   | 23,84      | 564              | 69277      | 69740        |
| Jons                     | 1.594                    | 7,41       | 215              | 69280      | 69330        |
| Pusignan                 | 4.145                    | 13,04      | 318              | 69285      | 69330        |
| Saint-Bonnet-de-Mure     | 6.988                    | 16,34      | 428              | 69287      | 69720        |
| Saint-Laurent-de-Mure    | 5.651                    | 18,63      | 303              | 69288      | 69720        |
| Saint-Pierre-de-Chandieu | 4.588                    | 29,28      | 157              | 69289      | 69780        |
| Toussieu                 | 3.186                    | 5,02       | 635              | 69298      | 69780        |
| Kanton Genas             | 42.457                   | 141,18     | 301              | 6906       | –            |

## Politik
| Vertreter im Départementsrat | Vertreter im Départementsrat      | Vertreter im Départementsrat |
| Amtszeit                     | Namen                             | Partei                       |
| ---------------------------- | --------------------------------- | ---------------------------- |
| 2015–                        | Christiane Guicherd Daniel Valero | Les Républicains             |